# Dimeria lehmannii
Dimeria lehmannii är en gräsart som först beskrevs av Ernst Gottlieb von Steudel, och fick sitt nu gällande namn av Eduard Hackel. Dimeria lehmannii ingår i släktet Dimeria och familjen gräs. Inga underarter finns listade i Catalogue of Life.